# Beautiful Trauma
Beautiful Trauma è il settimo album in studio della cantante statunitense Pink, pubblicato il 13 ottobre 2017. L'album è stato anticipato dal singolo What About Us.
Si tratta di un album dalle sonorità pop, con elementi pop rock, dance, hip hop, folk e club.

## Antefatti
Dopo la fine del Truth About Love Tour (il terzo tour più proficuo del 2013) e l'uscita dell’album Rose ave. con Dallas Green sotto il nome di You+Me, Pink aveva deciso di prendersi una pausa. Tuttavia, durante questo periodo ha comunque pubblicato alcune canzoni, inclusa Today’s The Day, il 10 settembre 2015, utilizzata come sigla della tredicesima edizione dell'Ellen DeGeneres Show e Just like Fire il 15 aprile 2016, registrata per la colonna sonora di Alice attraverso lo specchio.
Nel giugno 2017, Pink ha confermato che stava lavorando al suo prossimo album in studio e aveva accennato a un’uscita vicina in un tweet. Il 21 luglio 2017, Pink ha condiviso un video dal set di un video musicale in uscita, con la didascalia: "Video #new #fyeah #itsallhappening". Il giorno successivo, ha condiviso una versione animata della copertina del singolo sui social media, rivelando il titolo e la data di uscita del singolo. Il 9 agosto 2017, dopo che essersi esibita allo Sziget Festival, ha annunciato che il suo settimo album in studio sarebbe stato intitolato Beautiful Trauma e ha rivelato la sua copertina.

## Promozione
Il 4 ottobre 2017, Pink ha annunciato che sarebbe stato pubblicato un documentario su Apple Music sulla registrazione del suo settimo album Beautiful Trauma. Il giorno seguente, ha annunciato che sarebbe partita in tour in tutto il Nord America. Il 9 ottobre 2017, ha annunciato che avrebbe visitato anche l'Oceania. Il tour è stato esteso fino al 2019, con una seconda leg in Nord America e altre date in Europa e Sud America.
L’8 novembre 2017, Pink ha eseguito Barbies al 51º Premio CMA. Il 28 gennaio, Pink ha eseguito Wild Hearts Can’t Be Broken ai Grammy Awards 2018.

## Singoli
What About Us è uscito come singolo apripista di Beautiful Trauma in concomitanza con la data di preordino dell'album il 10 agosto 2017. La canzone è stata accolta positivamente dalla critica e ha raggiunto la vetta delle classifiche in Australia. È stata cantata da Pink durante un medley delle sue più grandi hit ai Video Music Awards 2017 il 27 agosto e al The Ellen DeGeneres Show il 6 settembre.
Revenge, in collaborazione con Eminem, era stata annunciata come il secondo singolo ad ottobre 2017. Nonostante ciò, la title track è stata inviata alle radio a novembre come il secondo singolo ufficiale. Pink l’ha cantata agli American Music Award Il 19 novembre 2017. Due giorni dopo è stato pubblicato il video musicale. A giugno 2018, è stato annunciato che Secrets sarebbe stato il quarto singolo.

### Singoli promozionali
Il 28 settembre 2017, Beautiful Trauma è stato pubblicato come primo singolo promozionale dell'album, seguito da Whatever You Want come secondo, il 5 ottobre 2017.

## Accoglienza
| Recensione     | Giudizio |
| -------------- | -------- |
| AllMusic       |          |
| Rolling Stone  |          |
| Slant Magazine |          |

Beautiful Trauma è stato accolto in maniera contrastante dalla critica, ottenendo su Metacritic un punteggio di 62/100 da una media di nove recensioni. Stephen Thomas Erlewine di AllMusic ha dato all'album 3 stelle su 5, scrivendo che la sua produzione è «coniugata con una passione autentica che Pink riesce ad esprimere con le sue pacate performance», pur essendo dell'avviso che l'album sia «troppo castigato». Chuck Arnold di Entertainment Weekly ha dato all'album una recensione positiva, etichettandolo come «fresco e familiare». Maura Johnston di Rolling Stone ha lodato la track, Whatever You Want e Revenge, ma ha criticato la sezione centrale «troppo rilassata». Michael Cragg di The Guardian ha dato all'album una recensione mista, scrivendo che «fa il suo lavoro, niente di più».
Billboard l’ha classificato trentesimo tra i migliori album del 2017 e People ottavo. Rolling Stone l’ha posizionato ventesimo tra i migliori album pop dell’anno.

## Tracce
1. Beautiful Trauma – 4:10 (Pink, Jack Antonoff)
2. Revenge (featuring Eminem) – 3:46 (Pink, Eminem, Max Martin, Shellback)
3. Whatever You Want – 4:02 (Pink, Max Martin, Shellback)
4. What About Us – 4:29 (Pink, Johnny McDaid, Steve Mac)
5. But We Lost It – 3:27 (Pink, Greg Kurstin)
6. Barbies – 3:43 (Pink, Julia Michaels, Ross Golan, Jakob Jerlstrom, Ludvig Soderberg)
7. Where We Go – 4:27 (Pink, Greg Kurstin)
8. For Now – 3:36 (Pink, Julia Michaels, Mattias Larsson, Robin Fredriksson, Ludvig Sandberg)
9. Secrets – 3:30 (Pink, Max Martin, Shellback, Oscar Holter)
10. Better Life – 3:20 (Pink, Jack Antonoff, Sam Dew)
11. I Am Here – 4:06 (Pink, Billy Mann, Christian Medice)
12. Wild Hearts Can't Be Broken – 3:21 (Pink, busbee)
13. You Get My Love – 5:11 (Pink, Tobias Jesso Jr.)

Bonus track edizione giapponese
1. White Rabbit – 2:43 (Grace Slick, Andy Dodd, John Volaitis)

## Successo commerciale
Negli Stati Uniti, Beautiful Trauma ha debuttato al numero uno della Billboard 200 con 408.000 unità, tra cui 384.000 vendite pure.  Le vendite sono state amplificate grazie all’acquisto di una copia dell’album insieme al biglietto di un concerto del tour. L'album è diventato il suo secondo in cima alla classifica dopo il suo album precedente The Truth About Love. Ha avuto la maggiore apertura del paese per un'artista femminile da Lemonade di Beyoncé, ma in seguito è stato superato da Reputation di Taylor Swift che ha debuttato con 1,2 milioni di unità nella sua prima settimana. Sono state anche le vendite più alte della prima settimana di Pink della sua carriera e le più alte vendite pure della prima settimana da Views di Drake. L'album è poi sceso al terzo posto nella settimana seguente con 64.000 unità di cui 53.000 copie vendute. Dopo aver venduto 628.000 copie nel paese per tutto il 2017, Beautiful Trauma è diventato il settimo album più venduto dell'anno. L'album è tornato al numero 2 della Billboard 200 nella settimana del 26 maggio 2018, in rialzo rispetto al numero 83 della settimana precedente, vendendo 137.000 unità equivalenti di album, consistenti in 135.000 vendite di album puri, grazie ad un accordo che abbinava i biglietti per i concerti del tour del 2019 della cantante con una copia gratuita di Beautiful Trauma. La promozione ha contribuito ad aggiungere altre 139.000 copie al conteggio dell'album. Inoltre è diventato il suo secondo in cima alla classifica degli album canadesi dopo The Truth About Love, debuttando al primo posto con 64.000 unità di cui 60.000 copie pure. Beautiful Trauma ha avuto la seconda più grande apertura dell'anno, dopo Now di Shania Twain. È entrato al vertice della classifica inglese con 70.074 unità, di cui soltanto 5.519 in streaming ed è diventando il suo secondo album numero uno nella nazione dopo Funhouse. Ha venduto 372.000 copie entro la fine del 2017, finendo come l'album più venduto della nazione dell'anno da un artista non britannico e il quinto più venduto in generale.
Il disco ha venduto 50.000 copie in Australia in tre giorni e 78.040 durante la sua prima settimana, ottenendo la seconda più grande apertura dell'anno dietro a Divide di Ed Sheeran e debuttando in cima alla classifica degli album di ARIA. Di conseguenza, è diventato il quinto album di Pink a raggiungere la vetta della classifica ed è stato anche certificato doppio Platinum dall'Australian Recording Industry Association dopo una settimana a causa delle vendite elevate. Le sue vendite totali nel paese hanno superato le 100.000 nella seconda settimana, nella quale è rimasta in cima ed è stato il terzo album del 2017 a mantenere la prima posizione per più di una settimana dopo la colonna sonora di Trolls e Divide, e successivamente ha raggiunto Trolls per il secondo lasso di tempo più lungo trascorso al primo posto quell'anno, quando è rimasto al numero uno per una terza settimana. Beautiful Trauma ha poi mantenuto la vetta per una quarta settimana consecutiva, diventando il primo album di un'artista femminile a farlo da 25 di Adele nel 2015, prima di essere superato da Reputation di Taylor Swift. Ha riacquistato il primo posto due settimane più tardi, dando a Pink la sua trentanovesima settimana in cima alla classifica del paese e legandola con gli ABBA ad essere al sesto posto per il più alto numero di settimane al numero uno, che ha superato rimanendo al numero uno la settimana successiva, legandola con Adele per il quinto più alto numero di settimane al vertice con 40. Con 280.000 copie vendute in Australia entro la fine dell'anno, Beautiful Trauma è diventato il secondo album più venduto del 2017 nel paese dietro Divide. In Nuova Zelanda, l'album ha trascorso 3 settimane al numero 1 ed è risalito al numero 2 nel settembre 2018.
In Giappone, ha debuttato al numero 32 della Physical Albums Chart e al numero 3 della Digital Album Chart, con vendite di pochi giorni di disponibilità, vendendo 1.909 copie e 2.428 da vendite di album digitali. Nella seconda settimana, l'album è salito di quattro posti nella classifica degli album fisici, vendendo 2.442 copie e generando 1.084 download digitali. In Francia, l'album è entrato al primo posto vendendo nella prima settimana 14.853 copie.

## Classifiche
| Classifica (2017) | Posizione massima |
| ----------------- | ----------------- |
| Australia         | 1                 |
| Austria           | 1                 |
| Belgio (Fiandre)  | 1                 |
| Belgio (Vallonia) | 2                 |
| Canada            | 1                 |
| Danimarca         | 5                 |
| Finlandia         | 4                 |
| Francia           | 1                 |
| Germania          | 2                 |
| Giappone          | 28                |
| Irlanda           | 1                 |
| Italia            | 5                 |
| Norvegia          | 2                 |
| Nuova Zelanda     | 1                 |
| Paesi Bassi       | 1                 |
| Portogallo        | 5                 |
| Regno Unito       | 1                 |
| Repubblica Ceca   | 1                 |
| Spagna            | 4                 |
| Stati Uniti       | 1                 |
| Svezia            | 4                 |
| Svizzera          | 1                 |
| Ungheria          | 4                 |